# 奈良県道184号須山西狭川線
奈良県道184号須山西狭川線（ならけんどう184ごう すやまにしさがわせん）は、奈良県奈良市を通る一般県道である。

## 概要
奈良市須山町から奈良市須川町に至る。

### 路線データ
- 起点：奈良市須山町（奈良県道183号日笠東金坊線交点）
- 終点：奈良市須川町（奈良県道・京都府道47号天理加茂木津線交点）
- 総延長：8.5 km

## 路線状況

### 重複区間
- 国道369号（奈良市大慈仙町）

## 地理

### 通過する自治体
- 奈良県
  - 奈良市

### 交差する道路
| 交差する道路                         | 交差する場所 | 交差する場所 |
| ------------------------------------ | ------------ | ------------ |
| 奈良県道183号日笠東金坊線            | 須山町       | 起点         |
| 国道369号                            | 大慈仙町     |              |
| 国道369号                            | 大慈仙町     |              |
| 奈良県道・京都府道47号天理加茂木津線 | 須川町       | 終点         |

### 沿線
- ディアーパークゴルフクラブ
- 奈良市立興東小学校